# Grönskogssjön
Grönskogssjön är en sjö i Mönsterås kommun i Småland och ingår i Emåns huvudavrinningsområde. Sjön är 6,2 meter djup, har en yta på 0,608 kvadratkilometer och är belägen 18,2 meter över havet. Sjön avvattnas av vattendraget Videbäck. Vid provfiske har bland annat abborre, björkna, braxen och färna fångats i sjön.

## Delavrinningsområde
Grönskogssjön ingår i det delavrinningsområde (633759-153292) som SMHI kallar för Ovan Kyrkekvillen. Medelhöjden är 25 meter över havet och ytan är 3,35 kvadratkilometer. Räknas de 4 avrinningsområdena uppströms in blir den ackumulerade arean 95,33 kvadratkilometer. Videbäck som avvattnar avrinningsområdet har biflödesordning 2, vilket innebär att vattnet flödar genom totalt 2 vattendrag innan det når havet efter 14 kilometer. Avrinningsområdet består mestadels av skog (45 procent), öppen mark (12 procent) och jordbruk (21 procent). Avrinningsområdet har 0,61 kvadratkilometer vattenytor vilket ger det en sjöprocent på 18,1 procent.

## Fisk
Vid provfiske har följande fisk fångats i sjön:
- Abborre
- Björkna
- Braxen
- Färna
- Gärs
- Gädda
- Löja
- Mört
- Sutare